# 2MASS J21392676+0220226
2MASS J21392676+0220226 es una enana marrón descubierta por 2MASS, un telescopio con catálogo astronómico propio.
Orbita a 100000 años